# Wang Yu (szachistka)
Wang Yu, chiń. 王瑜 (ur. 19 listopada 1982 w Tiencinie) – chińska szachistka, arcymistrzyni od 2003, posiadaczka męskiego tytułu mistrza międzynarodowego od 2007 roku.

## Kariera szachowa
Wielokrotnie reprezentowała Chiny na mistrzostwach świata juniorek w różnych kategoriach wiekowych, zdobywając cztery medale: dwa złote (Cala Galdana 1996 – do 14 lat, Oropesa del Mar 1998 – do 16 lat), srebrny (Oropesa del Mar 2000 – do 18 lat) oraz brązowy (Erywań 2000 – do 20 lat). W roku 2000 zdobyła tytuł mistrzyni Azji juniorek w kategorii do 20 lat.
Była również reprezentantką kraju na drużynowych mistrzostwach Azji (1999, 2003 – łącznie zdobywając trzy medale: drużynowo złoty i srebrny oraz brązowy indywidualnie), drużynowych mistrzostwach świata mężczyzn (2005 – w kobiecym zespole Chin) oraz kobiet (2009 – w II zespole Chin), jak również na olimpiadzie szachowej (2006, zdobywając wspólnie z drużyną brązowy medal).
W 2000 roku awansowała do ćwierćfinału (w którym uległa Xu Yuhua) rozegranego w Shenyang pierwszego Pucharu Świata FIDE, wygrywając swoją grupę przed Nino Churcidze, Pią Cramling, Maią Cziburdanidze i Aleksandrą Kostieniuk. W latach 2001, 2004 i 2006 trzykrotnie uczestniczyła w pucharowych turniejach o mistrzostwo świata, za każdym razem przegrywając swoje pojedynki w I rundach (odpowiednio z Nataliją Kyselową, Natašą Bojković i Nino Churcidze). W 2004 zdobyła w Bejrucie tytuł indywidualnej mistrzyni Azji, a w 2005 zajęła I m. w indywidualnych mistrzostwach Chin. W 2010 zdobyła w Subic Bay brązowy medal mistrzostw Azji.
Najwyższy wynik rankingowy w karierze osiągnęła 1 października 2000; mając 2438 punktów, zajmowała wówczas 24. miejsce na światowej liście FIDE, jednocześnie zajmując 8. miejsce wśród chińskich szachistek.